# Octeville-sur-Mer
Ne doit pas être confondu avec Octeville ou Octeville-l'Avenel.
Pour les articles homonymes, voir Octeville.
Octeville-sur-Mer est une commune française située dans le département de la Seine-Maritime en région Normandie.

## Géographie

### Localisation

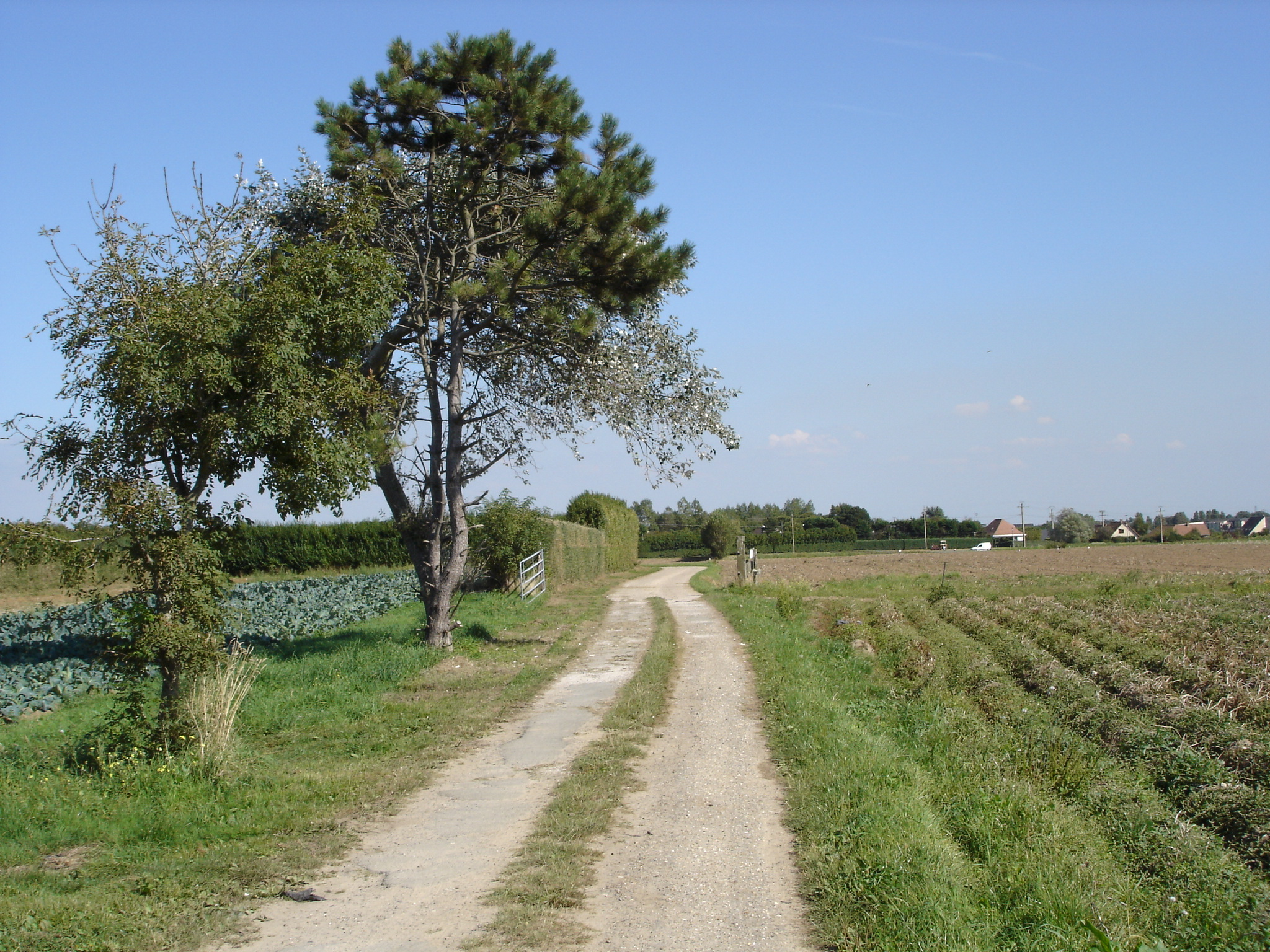
Le plateau entre le village et la mer.

Octeville-sur-Mer une commune normande située sur la rive droite de la Seine, et jouxtant par le nord Le Havre.
La commune se trouve dans l'aire d'attraction du Havre, ainsi que dans son unité urbaine, dans sa zone d'emploi et dans son bassin de vie.

### Communes limitrophes
Les communes limitrophes sont Cauville-sur-Mer, Fontaine-la-Mallet, Fontenay, Le Havre et Montivilliers.
| Manche   | Cauville-sur-Mer  |                    |
| Manche   | Octeville-sur-Mer | Fontenay           |
| Le Havre |                   | Fontaine-la-Mallet |

### Géologie et relief

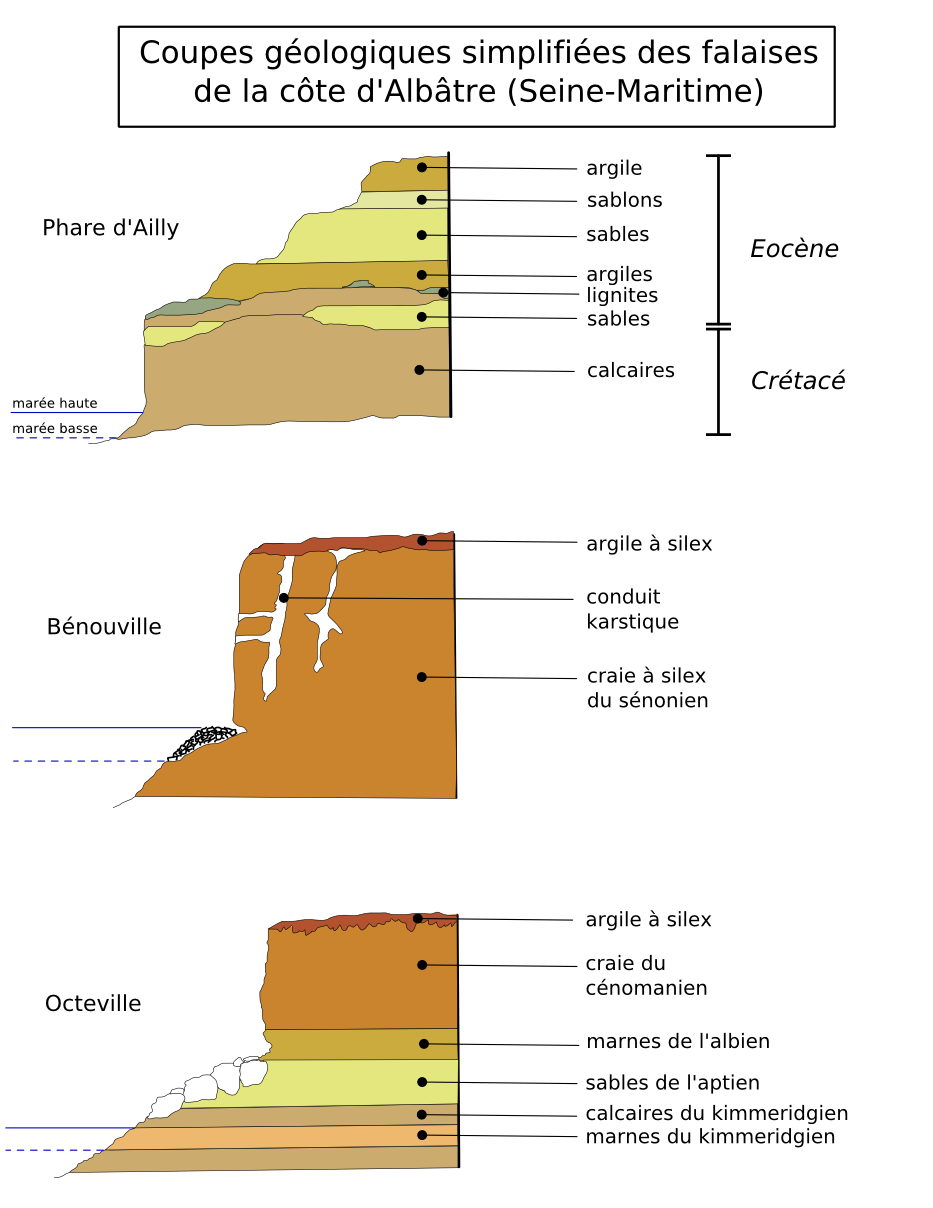
Coupes géologiques simplifiées des falaises au Phare d'Ailly, à Bénouville et à Octeville.

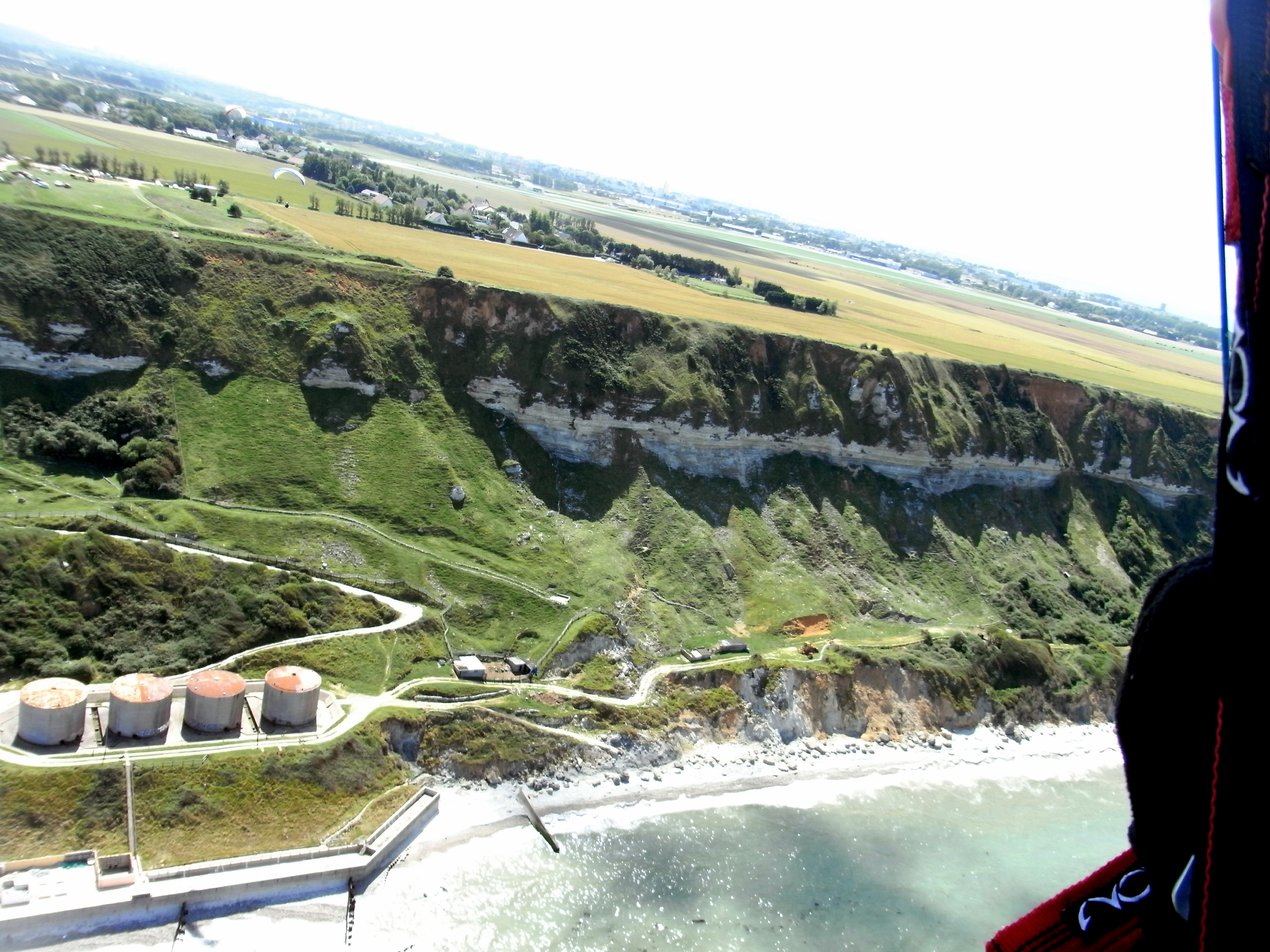
La falaise.

La superficie de la commune est de 20,37 km2 ; son altitude varie de 0  à   105 mètres.
La façade maritime est d'environ 6 km, dont l'intégralité est située à une altitude comprise entre 80 et 100 mètres. L'accès à la mer se fait au moyen de chemins taillés à flanc de falaise.
La présence de ces chemins est rendue possible par la conformation naturelle des falaises d'Octeville-sur-Mer qui présentent la particularité d'avoir de basses-falaises ou pré-falaises. À la différence des falaises du type de celles d'Étretat qui sont abruptes, des falaises d'Octeville-sur-Mer sont en pente douce avec des étages successifs. Voir schéma en coupe des falaises. On y trouve des calcaires et des marnes du Kimméridgien où sont piégés de nombreux fossiles et même exceptionnellement des restes de dinosaures.

### Hydrographie
La commune est située dans le bassin Seine-Normandie. Elle n'est drainée par aucun cours d'eau,.

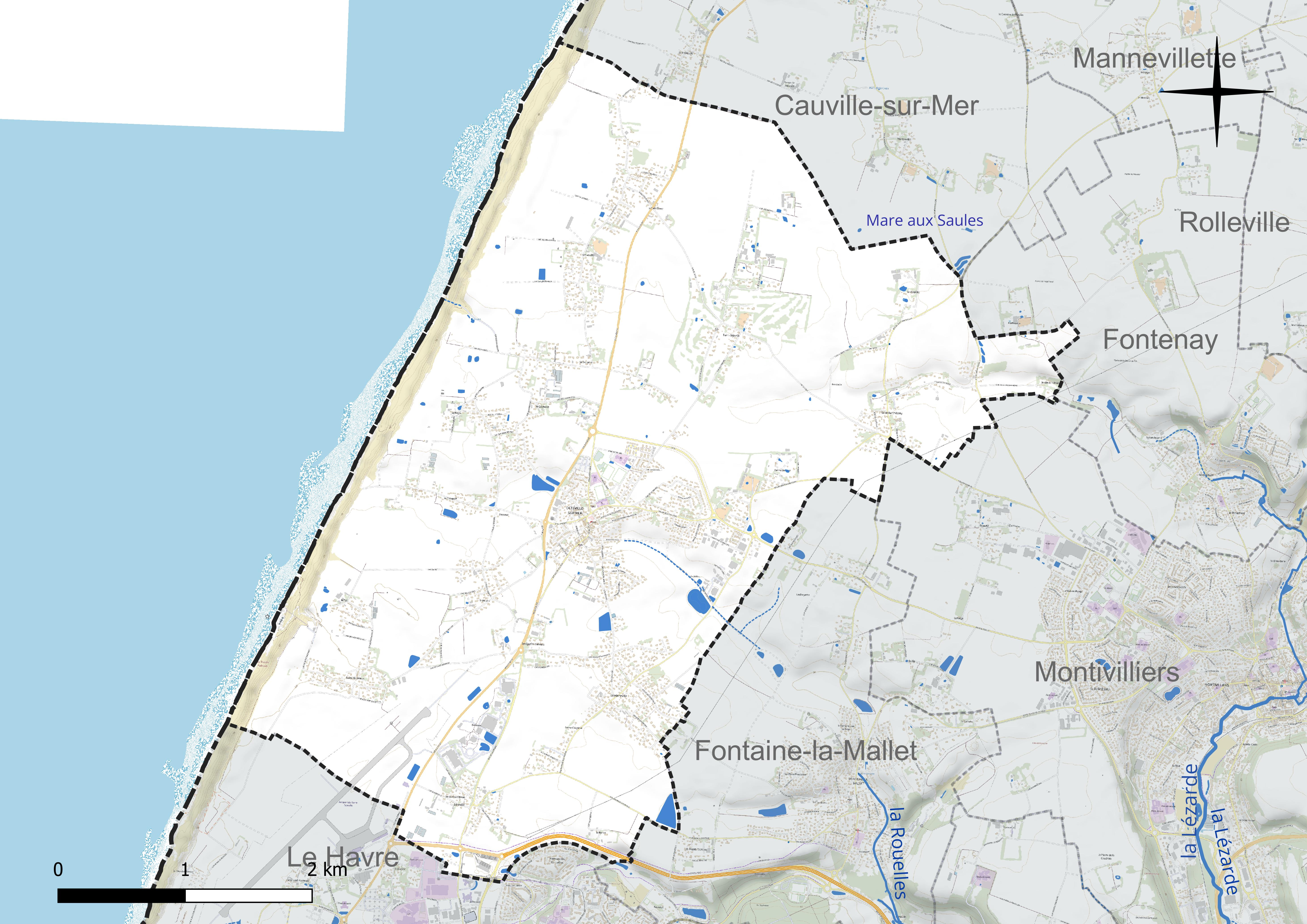
Réseau hydrographique d'Octeville-sur-Mer.

### Climat
Le climat qui caractérise la commune est qualifié, en 2010, de « climat océanique franc », selon la typologie des climats de la France qui compte alors huit grands types de climats en métropole. En 2020, la commune ressort du type « climat océanique » dans la classification établie par Météo-France, qui ne compte désormais, en première approche, que cinq grands types de climats en métropole. Ce type de climat se traduit par des températures douces et une pluviométrie relativement abondante (en liaison avec les perturbations venant de l'Atlantique), répartie tout au long de l'année avec un léger maximum d'octobre à février.
Les paramètres climatiques qui ont permis d’établir la typologie de 2010 comportent six variables pour les températures et huit pour les précipitations, dont les valeurs correspondent à la normale 1971-2000. Les sept principales variables caractérisant la commune sont présentées dans l'encadré ci-contre.
Avec le changement climatique, ces variables ont évolué. Une étude réalisée en 2014 par la Direction générale de l'Énergie et du Climat complétée par des études régionales prévoit en effet que la  température moyenne devrait croître et la pluviométrie moyenne baisser, avec toutefois de fortes variations régionales. La station météorologique de Météo-France installée sur la commune et mise en service en 1994 permet de connaître en continu l'évolution des indicateurs météorologiques. Le tableau détaillé pour la période 1981-2010 est présenté ci-après.
| Mois                                  | jan.             | fév.            | mars          | avril           | mai            | juin        | jui.          | août           | sep.          | oct.            | nov.          | déc.            | année      |
| ------------------------------------- | ---------------- | --------------- | ------------- | --------------- | -------------- | ----------- | ------------- | -------------- | ------------- | --------------- | ------------- | --------------- | ---------- |
| Température minimale moyenne (°C)     | 3,2              | 3,5             | 4,7           | 6,2             | 9,3            | 11,9        | 14,1          | 14,6           | 12,4          | 10              | 6,7           | 3,4             | 8,4        |
| Température moyenne (°C)              | 5,3              | 5,9             | 7,6           | 9,7             | 13             | 15,7        | 17,6          | 18             | 15,7          | 12,8            | 9             | 5,5             | 11,3       |
| Température maximale moyenne (°C)     | 7,5              | 8,4             | 10,6          | 13,1            | 16,6           | 19,4        | 21,1          | 21,4           | 19,1          | 15,7            | 11,2          | 7,7             | 14,3       |
| Record de froid (°C) date du record   | −10,7 02.01.1997 | −9,7 12.02.12   | −5,1 01.03.18 | −1,9 02.04.1996 | 0,7 05.05.1996 | 5 09.06.01  | 7 06.07.04    | 7,5 29.08.1998 | 4,2 30.09.18  | −2,8 29.10.1997 | −5 23.11.1998 | −9,3 29.12.1996 | −10,7 1997 |
| Record de chaleur (°C) date du record | 15,7 01.01.22    | 18,5 20.02.1998 | 24,1 31.03.21 | 27,2 21.04.18   | 31,5 27.05.05  | 36 29.06.19 | 38,9 25.07.19 | 37,3 10.08.03  | 33,1 13.09.16 | 28,6 01.10.11   | 20,6 01.11.15 | 17,1 07.12.00   | 38,9 2019  |
| Précipitations (mm)                   | 65,5             | 59,1            | 55,1          | 44,8            | 61,4           | 55,2        | 55,5          | 62,4           | 69,9          | 83,6            | 90,2          | 93,3            | 796        |

## Urbanisme

### Typologie
Au 1er janvier 2024, Octeville-sur-Mer est catégorisée ceinture urbaine, selon la nouvelle grille communale de densité à sept niveaux définie par l'Insee en 2022.
Elle appartient à l'unité urbaine du Havre, une agglomération intra-départementale regroupant 18  communes, dont elle est une commune de la banlieue,,. Par ailleurs la commune fait partie de l'aire d'attraction du Havre, dont elle est une commune de la couronne,. Cette aire, qui regroupe 116 communes, est catégorisée dans les aires de 200 000 à moins de 700 000 habitants,.
La commune, bordée par la Manche, est également une commune littorale au sens de la loi du 3 janvier 1986, dite loi littoral. Des dispositions spécifiques d’urbanisme s’y appliquent dès lors afin de préserver les espaces naturels, les sites, les paysages et l’équilibre écologique du littoral, tel le principe d'inconstructibilité, en dehors des espaces urbanisés, sur la bande littorale des 100 mètres, ou plus si le plan local d’urbanisme le prévoit.

### Occupation des sols

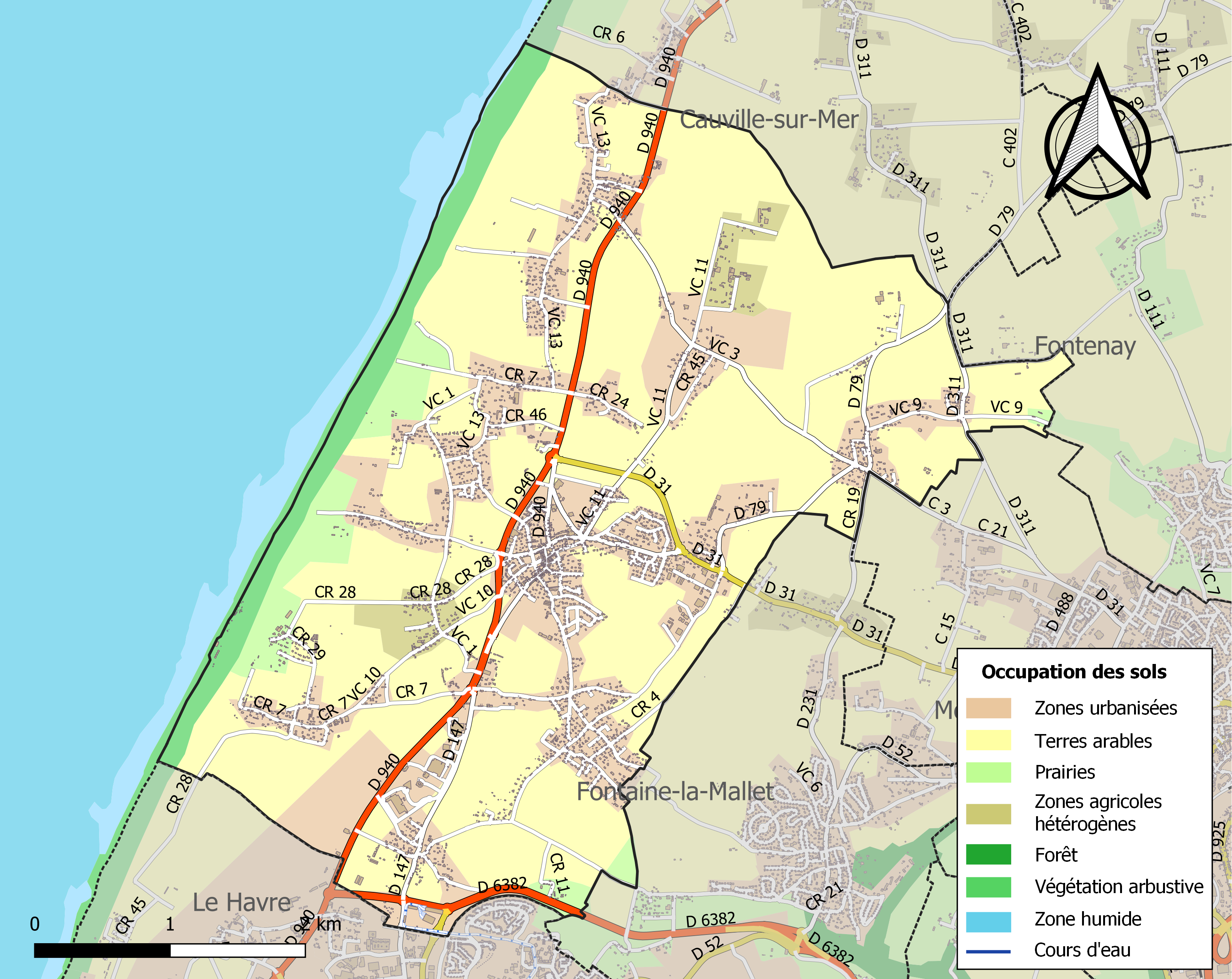
Carte des infrastructures et de l'occupation des sols de la commune en 2018 (CLC).

L'occupation des sols de la commune, telle qu'elle ressort de la base de données européenne d’occupation biophysique des sols Corine Land Cover (CLC), est marquée par l'importance des territoires agricoles (68,3 % en 2018), en diminution par rapport à 1990 (81,7 %). La répartition détaillée en 2018 est la suivante : 
terres arables (61,3 %), zones urbanisées (20,2 %), prairies (4,3 %), milieux à végétation arbustive et/ou herbacée (4,3 %), zones industrielles ou commerciales et réseaux de communication (4,2 %), espaces verts artificialisés, non agricoles (2,9 %), zones agricoles hétérogènes (2,7 %), zones humides côtières (0,1 %). L'évolution de l’occupation des sols de la commune et de ses infrastructures peut être observée sur les différentes représentations cartographiques du territoire : la carte de Cassini (XVIIIe siècle), la carte d'état-major (1820-1866) et les cartes ou photos aériennes de l'IGN pour la période actuelle (1950 à aujourd'hui).

### Lieux-dits, hameaux et écarts
La commune compte plusieurs hameaux répartis du nord au sud de son territoire : Ecqueville, Saint-Supplix la Brière, La Brière, Le Croquet, Saint-Andrieu, Dondeneville et les Quatre-Fermés

### Habitat et logement
En 2021, le nombre total de logements dans la commune était de 2 503, alors qu'il était de 2 296 en 2016 et de 2 136 en 2011.
Parmi ces logements, 97 % étaient des résidences principales, 0,4 % des résidences secondaires et 2,5 % des logements vacants. Ces logements étaient pour 93,2 % d'entre eux des maisons individuelles et pour 6,6 % des appartements.
Le tableau ci-dessous présente la typologie des logements à Octeville-sur-Mer en 2021 en comparaison avec celle de la Seine-Maritime et de la France entière. Une caractéristique marquante du parc de logements est ainsi la faible proportion des résidences secondaires et logements occasionnels (0,4 %) par rapport au département (4,1 %) et à la France entière (9,7 %).
| Typologie                                               | Octeville-sur-Mer | Seine-Maritime | France entière |
| ------------------------------------------------------- | ----------------- | -------------- | -------------- |
| Résidences principales (en %)                           | 97                | 88             | 82,2           |
| Résidences secondaires et logements occasionnels (en %) | 0,4               | 4,1            | 9,7            |
| Logements vacants (en %)                                | 2,5               | 7,9            | 8,1            |

La commune ne respecte par les obligations qui lui sont faites par l'article 55 de la loi SRU de disposer d'au moins 25 % de son parc de résidences principales constituées de logements sociaux. Ce ratio n'est en effet que de 8,51 % en 2019.

### Voies de communication et transports
L'axe principal de la commune est constitué par l'ancienne route nationale 40 (actuelle RD 940), dite route de la côte de la Manche, et qui la relie au Havre.
La ligne A du tramway du Havre a son terminus Grand Hameau situé à la limite entre le quartier Grand Hameau et Octeville-sur-Mer. Le centre de maintenance du réseau y est situé.
L'aéroport du Havre-Octeville est situé en partie sur la commune d'Octeville-sur-Mer, le long des falaises de la côte d'Albâtre.

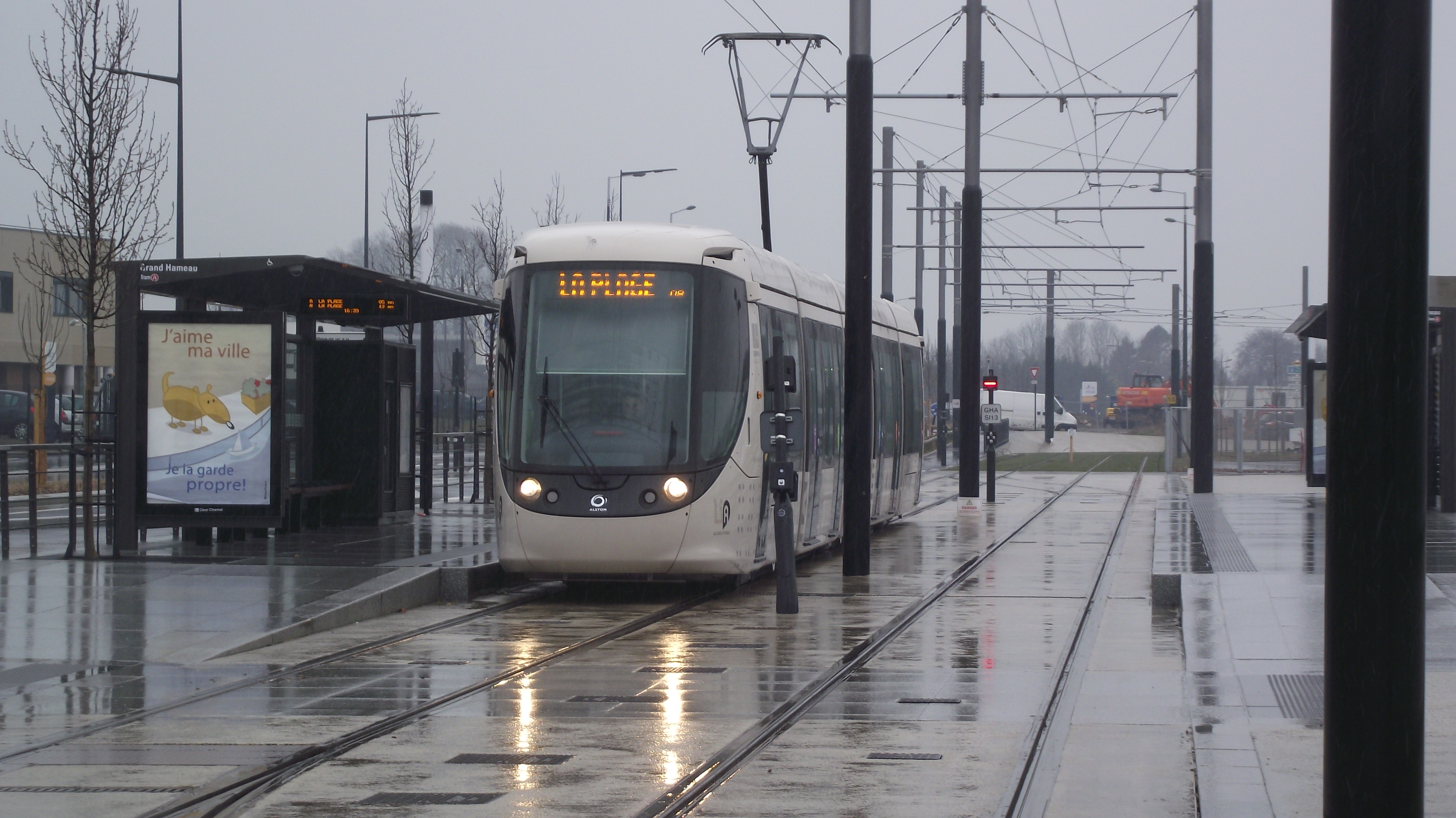
Tramway au terminus du Grand-Hameau.
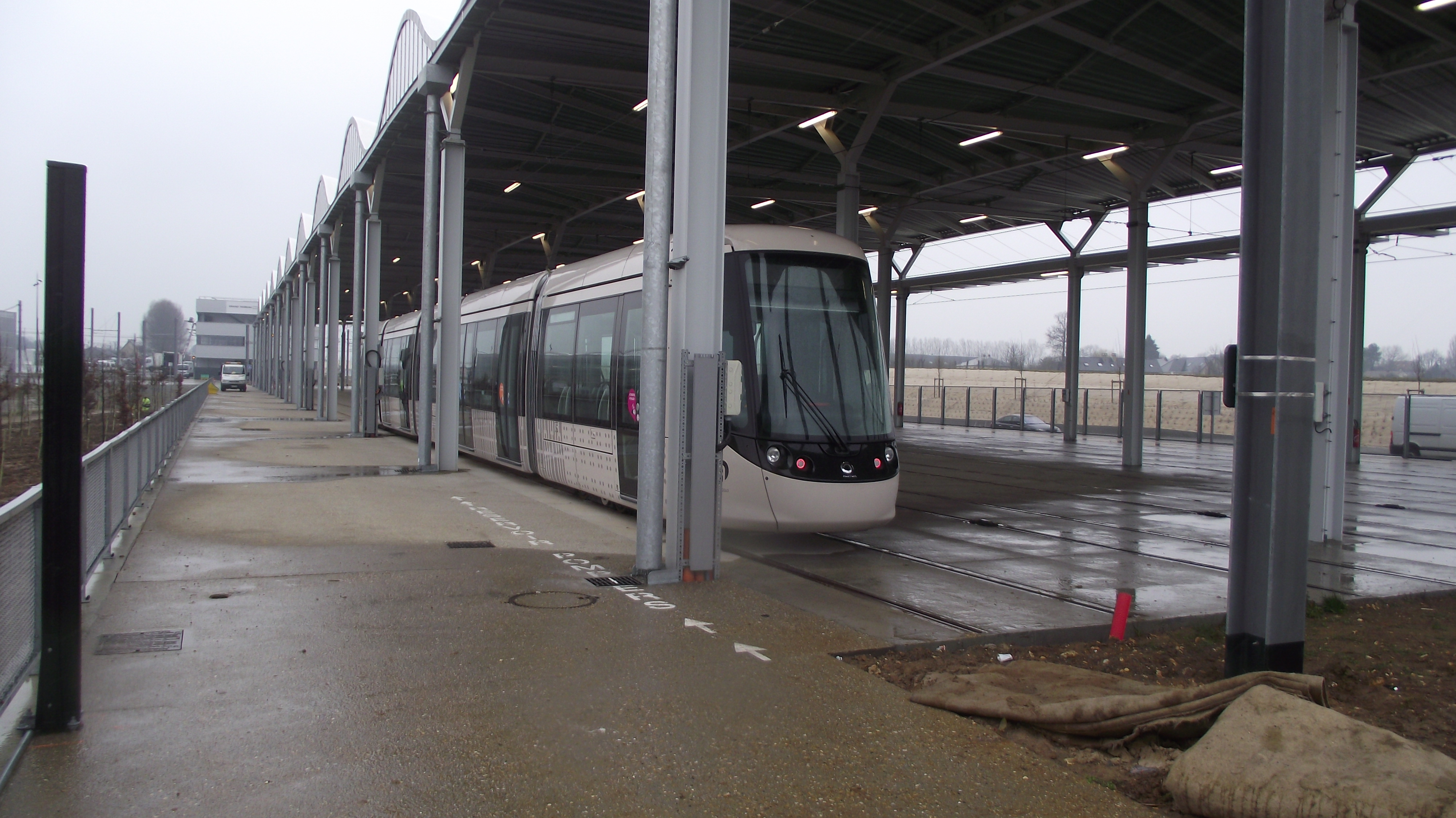
Le centre de maintenance.
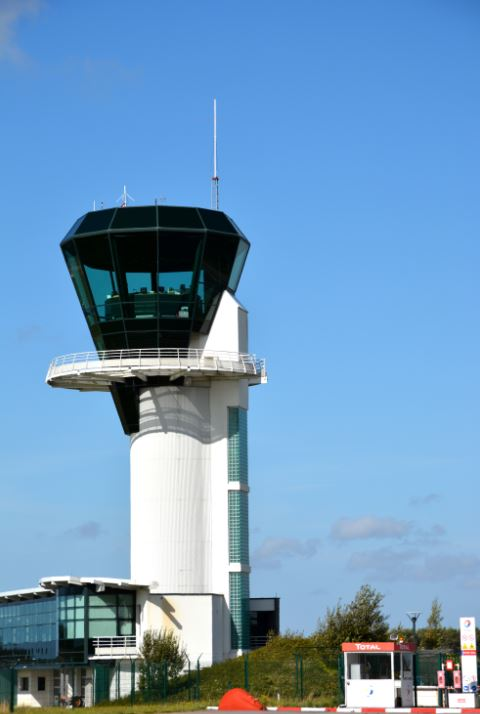
La tour de contrôle de l'aéroport (sur le territoire du Havre).

## Toponymie
Le nom de la localité est attesté sous les formes Octavilla en 1035, Octovilla entre 1035 et 1068, Otevilla, Othevilla aux XIIe et XIIIe siècles, Octeville en 1793, Octeville-sur-Mer en 1899.
Homonymie avec Octeville (Manche, Othevilla 1063 - 1066) et Octeville-l'Avenel (Manche, Otevilla sans date, Othevilla 1240).
Il s'agit d'une formation toponymique médiévale en -ville au sens ancien de « domaine rural », dont le premier élément est un anthroponyme, selon le cas général. Il s'agit d’Otti ou d’Otto (ancien suédois Otte) noms de personnes scandinaves, empruntés au germanique continental Otto. On le retrouve également dans le Tilleul-Othon (Eure, Tiliolum Othonis 1289) employé au cas régime.

## Histoire
La commune, instituée par la Révolution française, absorbe en 1823 celle de Saint-Suplix, puis, en 1825, celle de Saint-Barthélémy.

Octeville-sur-Mer au tout début du XXe siècle
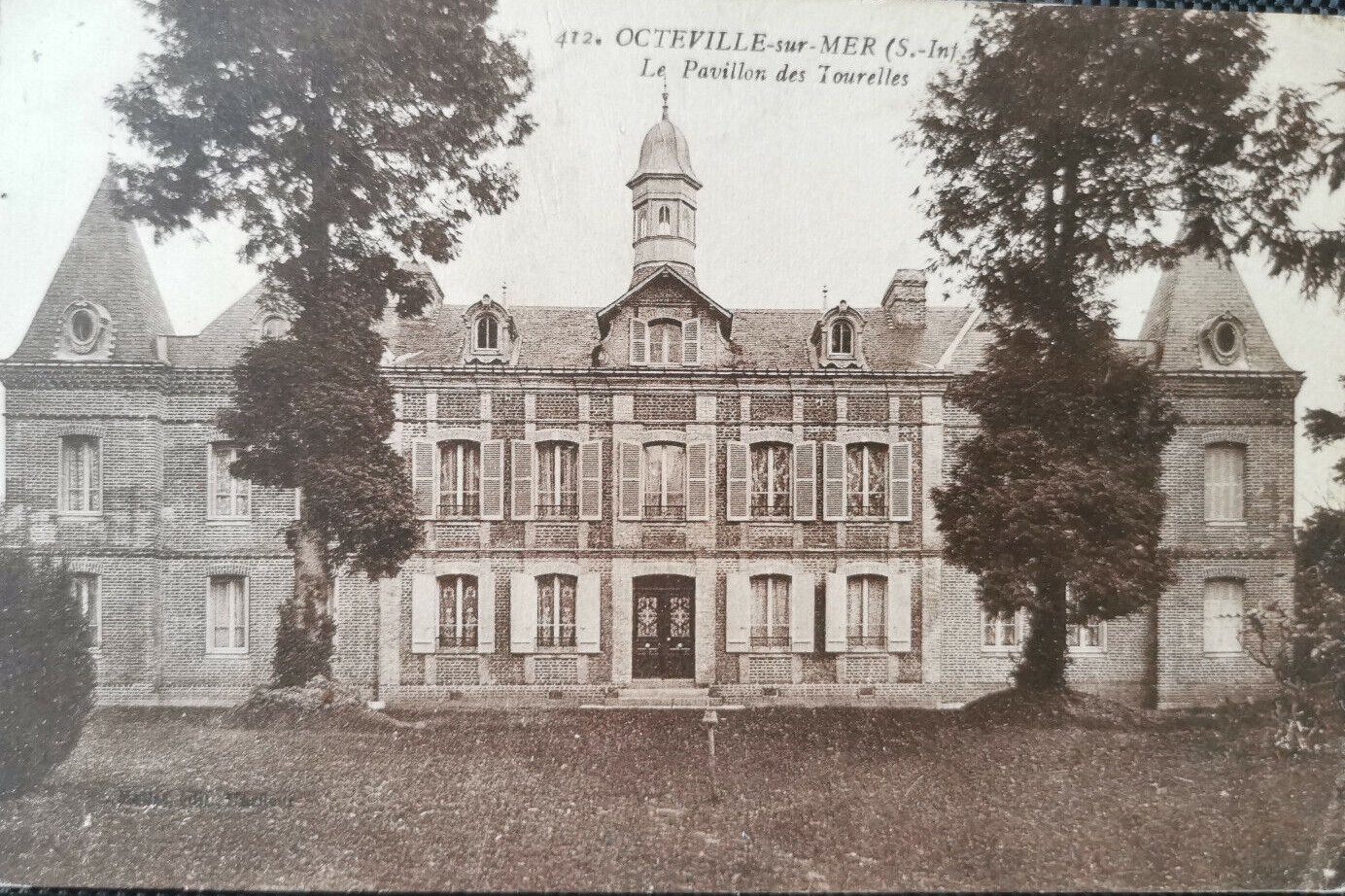
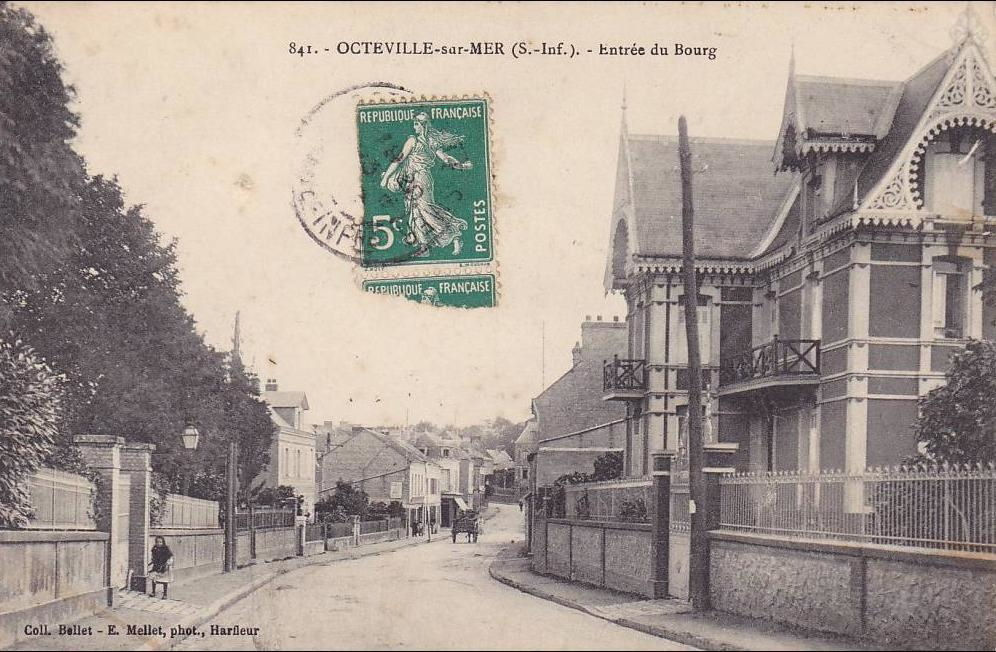
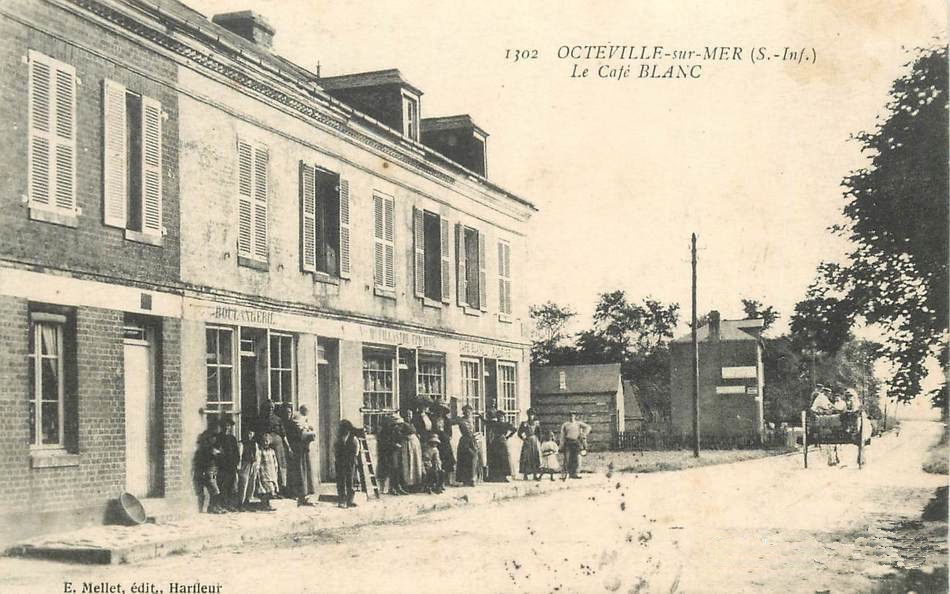
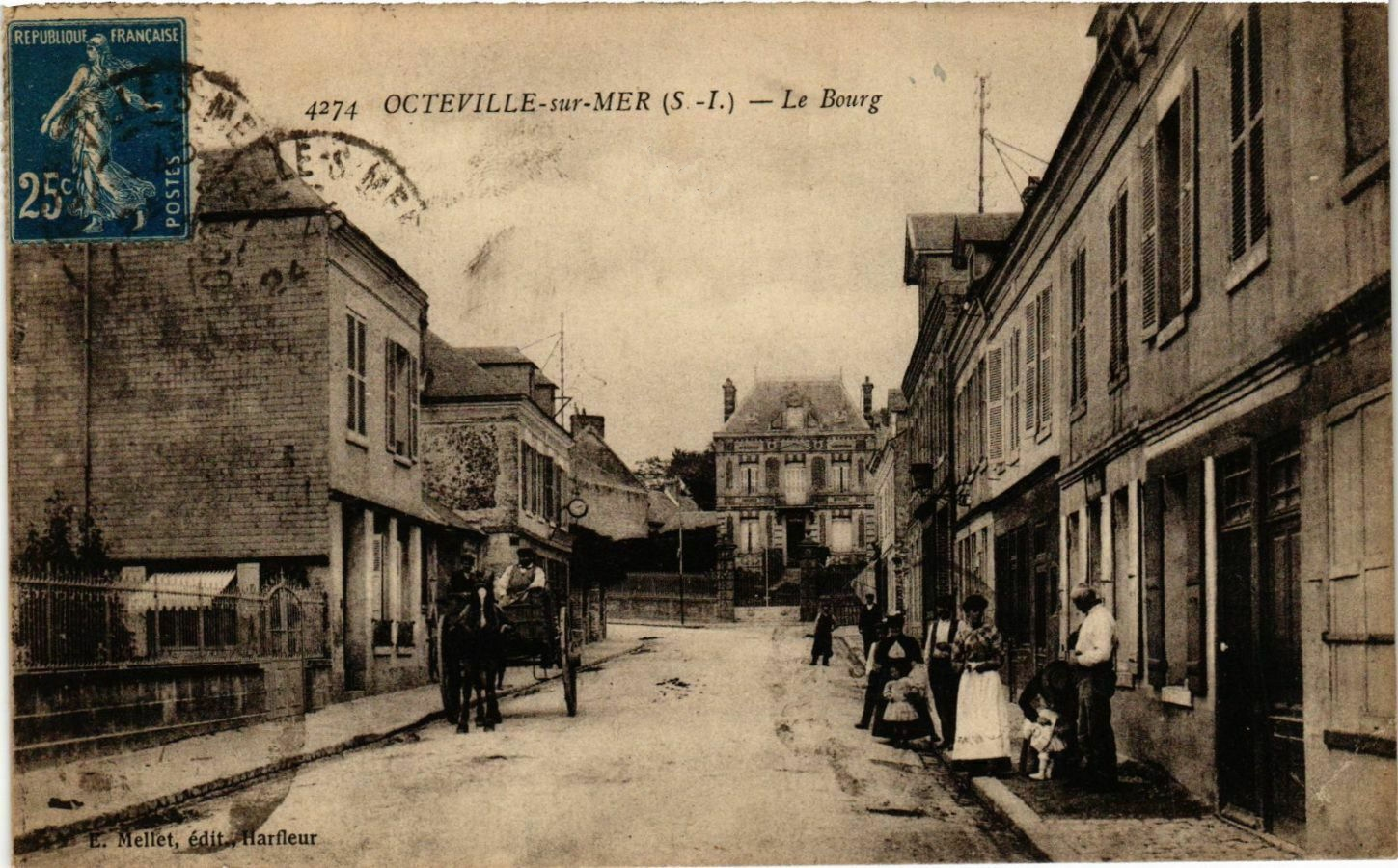
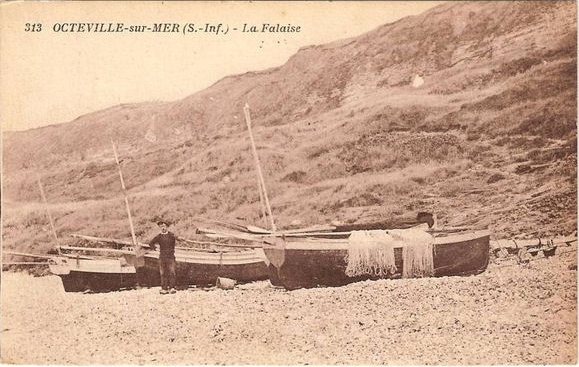

Du 10 au 12 septembre 1944, Octeville a été l'un des sites de l'Opération Astonia, une bataille menée par les Alliés à la fin de la bataille de Normandie afin de capturer le port du Havre.

## Politique et administration

### Rattachements administratifs et électoraux

#### Rattachements administratifs
La commune se trouve dans l'arrondissement du Havre du département de la Seine-Maritime.
Elle faisait partie depuis 1793 du canton de Montivilliers. Dans le cadre du redécoupage cantonal de 2014 en France, cette circonscription administrative territoriale a disparu, et le canton n'est plus qu'une circonscription électorale.

#### Rattachements électoraux
Pour les élections départementales, la commune est depuis 2014 le bureau centralisateur du canton d'Octeville-sur-Mer.
Pour l'élection des députés, elle fait partie de la septième circonscription de la Seine-Maritime.

### Intercommunalité
Octeville-sur-Mer était membre de la communauté d'agglomération dénommée communauté de l'agglomération havraise, un établissement public de coopération intercommunale (EPCI) à fiscalité propre créé en 2001 et auquel la commune avait transféré un certain nombre de ses compétences, dans les conditions déterminées par le code général des collectivités territoriales.
Dans le cadre des dispositions de la loi portant nouvelle organisation territoriale de la République du 7 août 2015, qui prévoit que les établissements publics de coopération intercommunale (EPCI) à fiscalité propre doivent avoir un minimum de 15 000 habitants, cette intercommunalité a fusionné avec ses voisines pour former, le 1er janvier 2017, la communauté urbaine dénommée Le Havre Seine Métropole, dont est désormais membre la commune.
Il ne s'agit pas d'une métropole (intercommunalité française) au sens institutionnel du terme.

### Tendances politiques et résultats
Lors du second tour des élections municipales de 2014 dans la Seine-Maritime, la liste DVD menée par le maire sortant Jean-Louis Rousselin obtient la majorité des suffrages exprimés, avec  1 316 voix, 43,92 %, 21 conseillers municipaux élus dont 2 communjautaires), devançant de 186 voix celle DVD menée par Philippe Marie , qui a recueilli 1 130 voix (37,72 %, 6 conseillers municipaux élus).
La troisième liste, DVG, menée par Françoise Charles, a obtrenu 604 voix (18,36 %, 2 conseillers municipaux élus) lors d'un scrutin où 35,49 % des électeurs se sont abstenus..	
Lors du premier tour des élections municipales de 2020 dans la Seine-Maritime, la liste DVD menée par le maire sortant Jean-Louis Rousselin obtient la majorité absolue des suffrages exprimés, avec  1 177 voix (57,00 %, 23 conseillers municipaux élus dont 3 communautaires), devançant largement celle SE menée par Bruno Pizant  (888 voix, 43,00 %, 6 conseillers municipaux élus), lors d'un scrutin marqué par la pandémie de Covid-19 en France où 57,33 % des électeurs se sont abstenus.

### Liste des maires
| Période                                  | Période                     | Identité              | Étiquette     | Qualité |
| ---------------------------------------- | --------------------------- | --------------------- | ------------- | --- |
| Les données manquantes sont à compléter. |                             |                       |               | |
| 1864                                     |                             | M. Ternon             |               | |
| 15 janvier 1868                          |                             | Jean-Emmanuel Léger   |               | Propriétaire |
| 1904                                     | 1905                        | Pierre Paillette      |               | |
| 1905                                     | 1908                        | Émile Aubourg         |               | |
| 1908                                     | 1912                        | Jules Recher          |               | |
| 1912                                     | 1925                        | Pierre Gounou         |               | |
| 1925                                     | 1935                        | Marcel Trouvay        |               | |
| 1935                                     | 1944                        | Albert Lebigre        |               | |
| 1944                                     | 1945                        | Louis Benay           |               | |
| 1945                                     | 1956                        | Auguste Huart         |               | |
| 1956                                     | 1971                        | André Lebas           |               | |
| mars 1971                                | novembre 1990               | Michel Adam           | DVD           | Agriculteur Conseiller général de Montivilliers (1988 → 1990) Mort en fonction |
| 1990                                     | juin 1995                   | Évelyne Adam          |               | |
| juin 1995                                | 2002                        | Pierre Leprévost      | RPR           | |
| 2002                                     | 2008                        | Philippe Marie        | DVD           | Agent immobilier |
| 2008                                     | mars 2023,                  | Jean-Louis Rousselin, | DVD- Horizons | Responsable d'atelier Conseiller départemental d'Octeville-sur-Mer (2015 → 2021) Député de la Seine-Maritime (7e circ.) (2017) Vice-président de la CODAH (2014 → 2018) Vice-président de la CU Le Havre Seine Métropole (2020 → ) Démissionnaire |
| mars 2023                                | En cours (au 16 avril 2024) | Olivier Roche         | DVD           | Consultant, ancien premier adjoint (2020 → 2023) Conseiller départemental d'Octeville-sur-Mer (2021 → ) |

### Jumelages
Depuis 2003, Octeville-sur-Mer est jumelée avec Bourne End, Royaume-Uni, et depuis 2010 avec Furci Siculo, Italie.

## Population et société

### Démographie
L'évolution du nombre d'habitants est connue à travers les recensements de la population effectués dans la commune depuis 1793. Pour les communes de moins de 10 000 habitants, une enquête de recensement portant sur toute la population est réalisée tous les cinq ans, les populations de référence des années intermédiaires étant quant à elles estimées par interpolation ou extrapolation. Pour la commune, le premier recensement exhaustif entrant dans le cadre du nouveau dispositif a été réalisé en 2008.

En 2022, la commune comptait 6 147 habitants, en évolution de +5,08 % par rapport à 2016 (Seine-Maritime : +0,35 %, France hors Mayotte : +2,11 %).
| 1793  | 1800  | 1806  | 1821  | 1831  | 1836  | 1841  | 1846  | 1851  |
| ----- | ----- | ----- | ----- | ----- | ----- | ----- | ----- | ----- |
| 1 702 | 1 720 | 1 733 | 1 765 | 1 917 | 1 923 | 1 990 | 1 907 | 2 010 |

| 1856  | 1861  | 1866  | 1872  | 1876  | 1881  | 1886  | 1891  | 1896  |
| ----- | ----- | ----- | ----- | ----- | ----- | ----- | ----- | ----- |
| 2 084 | 2 042 | 2 150 | 2 131 | 2 161 | 2 046 | 2 114 | 2 079 | 2 086 |

| 1901  | 1906  | 1911  | 1921  | 1926  | 1931  | 1936  | 1946  | 1954  |
| ----- | ----- | ----- | ----- | ----- | ----- | ----- | ----- | ----- |
| 2 070 | 2 141 | 2 081 | 1 909 | 2 013 | 2 099 | 2 013 | 1 817 | 2 049 |

| 1962  | 1968  | 1975  | 1982  | 1990  | 1999  | 2006  | 2008  | 2013  |
| ----- | ----- | ----- | ----- | ----- | ----- | ----- | ----- | ----- |
| 2 076 | 2 057 | 2 334 | 3 251 | 4 005 | 4 834 | 5 431 | 5 601 | 5 797 |

| 2018  | 2022  | - | - | - | - | - | - | - |
| ----- | ----- | - | - | - | - | - | - | - |
| 5 987 | 6 147 | - | - | - | - | - | - | - |

### Manifestations culturelles et festivités
- Le concours agricole (mars), dont le 165e comice agricole a eu lieu en 2024[36].
- La Fête du vélo (mai).
- La Fête au village (juin).
- La fête du Café blanc (juillet).
- Les voisinades (septembre).
- La fête du terroir (octobre ou novembre).
- Le Téléthon (décembre).
- Le Marché de Noël (décembre).

### Sports et loisirs
- Le golf du Havre se trouve au hameau de Saint-Supplix[20].

## Culture locale et patrimoine

### Sites inscrits ou classés
Octeville-sur-Mer compte trois monuments répertoriés à l'inventaire des monuments historiques :

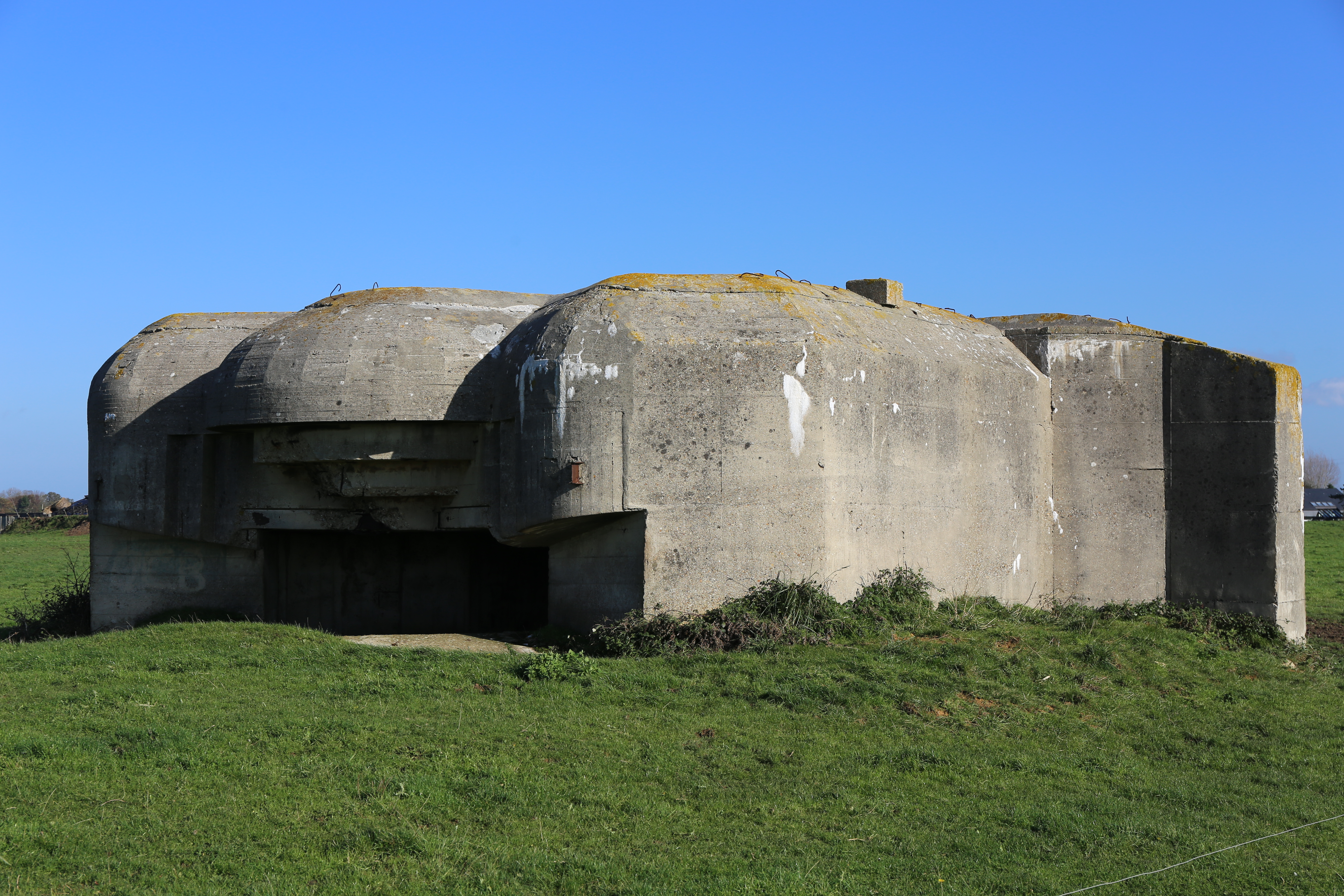
Blockhaus de la batterie d'Ecqueville.

- l'ancienne batterie d'artillerie d'Ecqueville partiellement inscrite[37], construite en 1942 et constituant un élément du mur de l'Atlantique. Elle était constituée de plus d'une trentaine d'ouvrages ;
- un abri type R 634 inscrit[38], ouvrage fortifié de plan standard R 634, construit par les Allemands en 1943 ou début 1944 et faisant partie du système fortifié du hameau de Dondeneville, également un élément du mur de l'Atlantique, et pris par les Britanniques le 11 septembre 1944. Il est le seul ouvrage de la forteresse du Havre, construit en béton armé et acier, à posséder encore sa cloche d'observation blindée, presque entièrement enterrée, avec une partie de ses équipements intérieurs ;
- point-fort de Dondeneville est, dit La Ferme Hamel, inscrit[39], ancien clos-masure transformé en point-fort d'infanterie en 1942-1943 destiné à protéger la forteresse du Havre, et plus précisément la partie est du hameau de Dondeneville. Il se compose de six ouvrages bétonnés. La ferme Hamel a été prise avec le hameau de Dondeneville par la 51e Division écossaise le 11 septembre 1944.

### Autres sites
- Église Saint-Martin au centre bourg.

L'église Saint-Martin
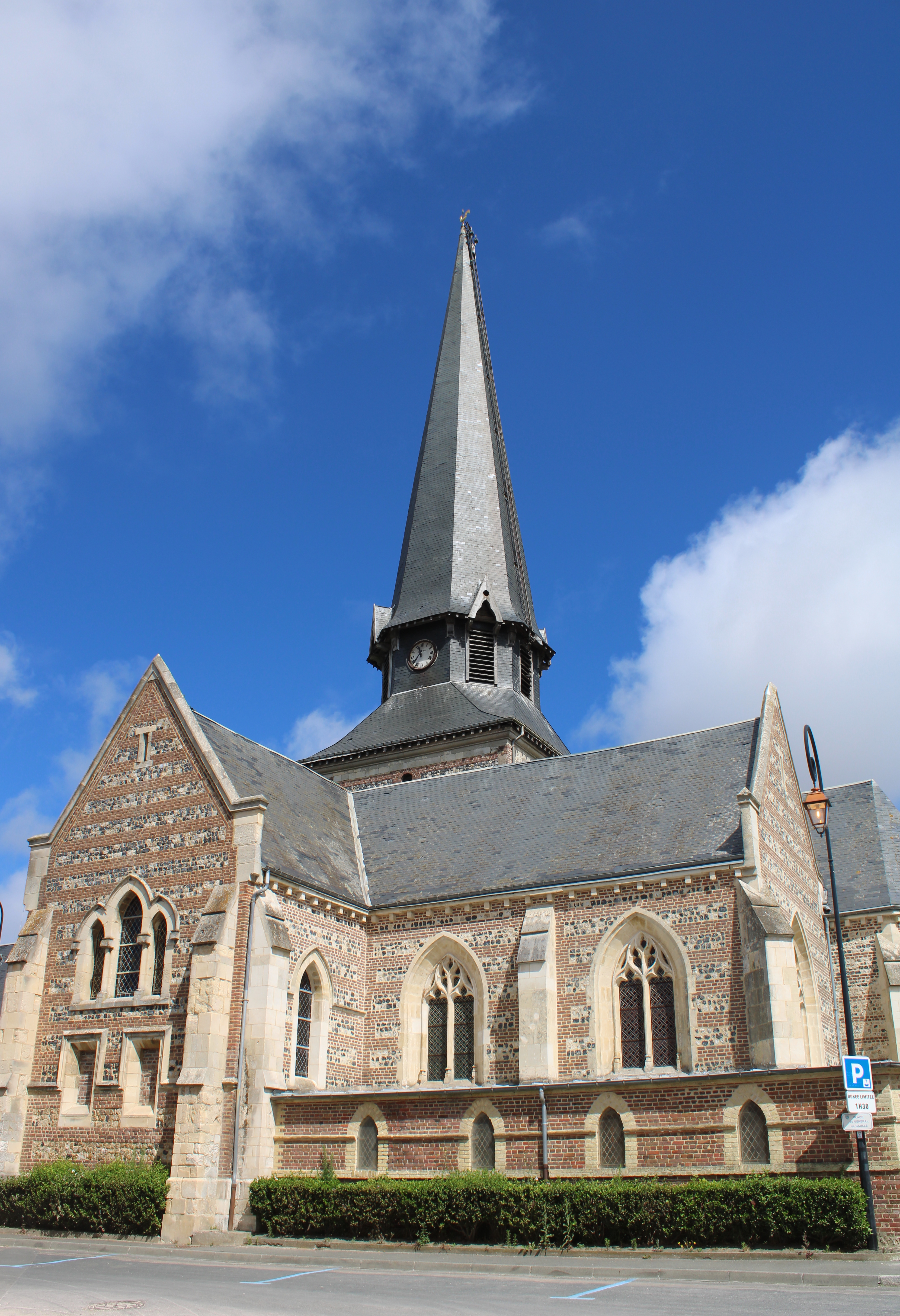
Vue du côté sud.
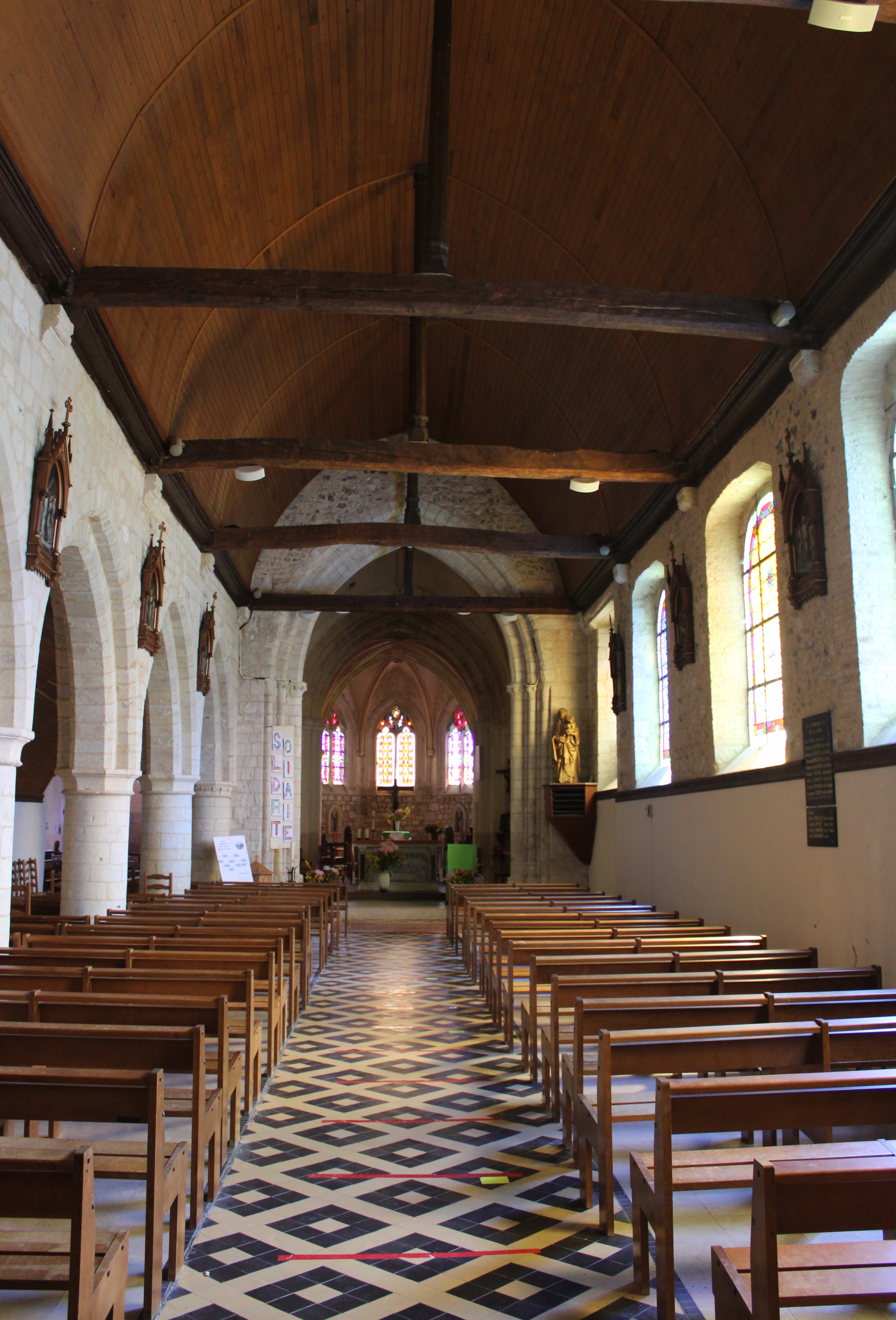
La nef.
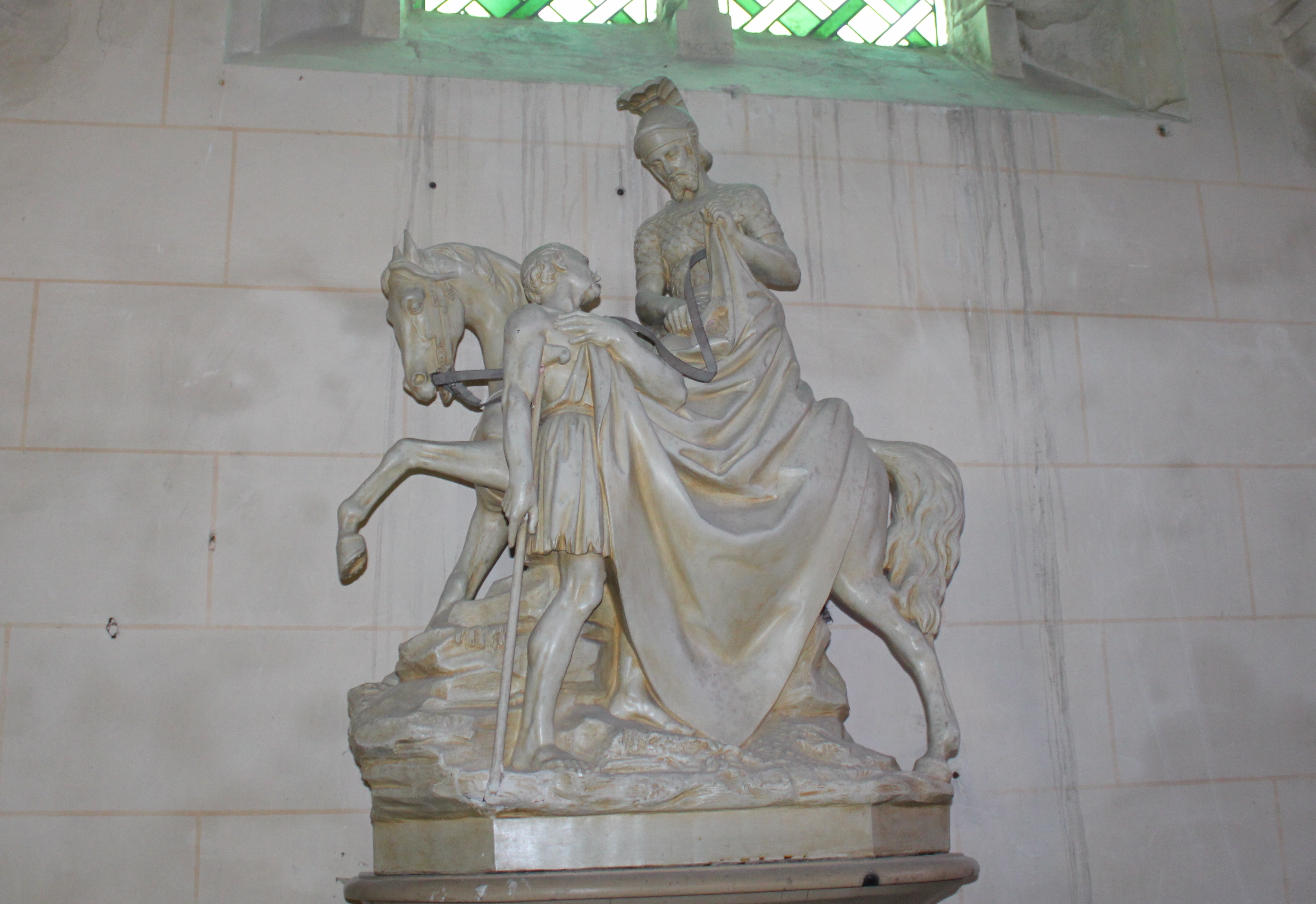
Statue de saint Martin.
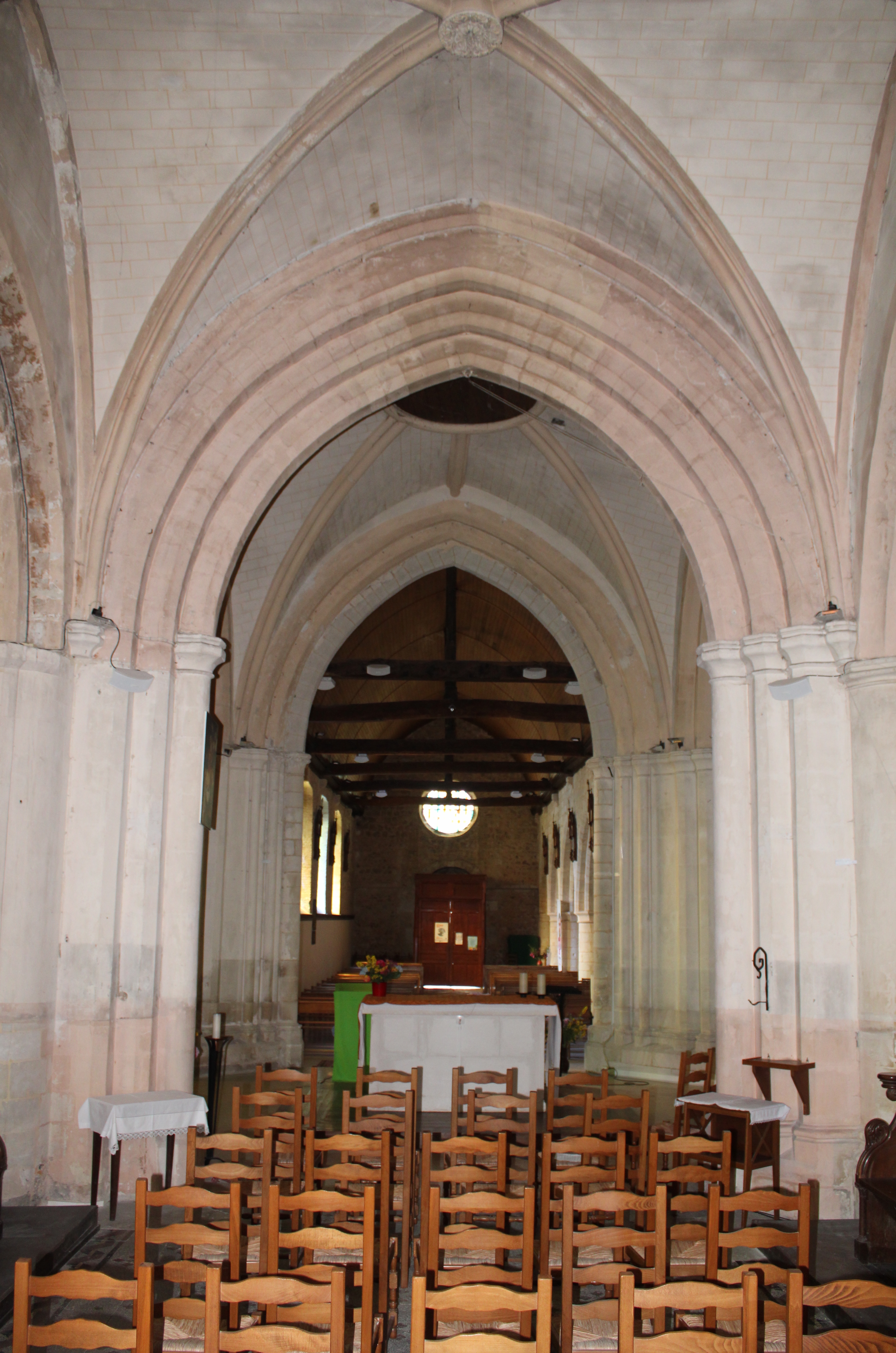
La nef côté porche.
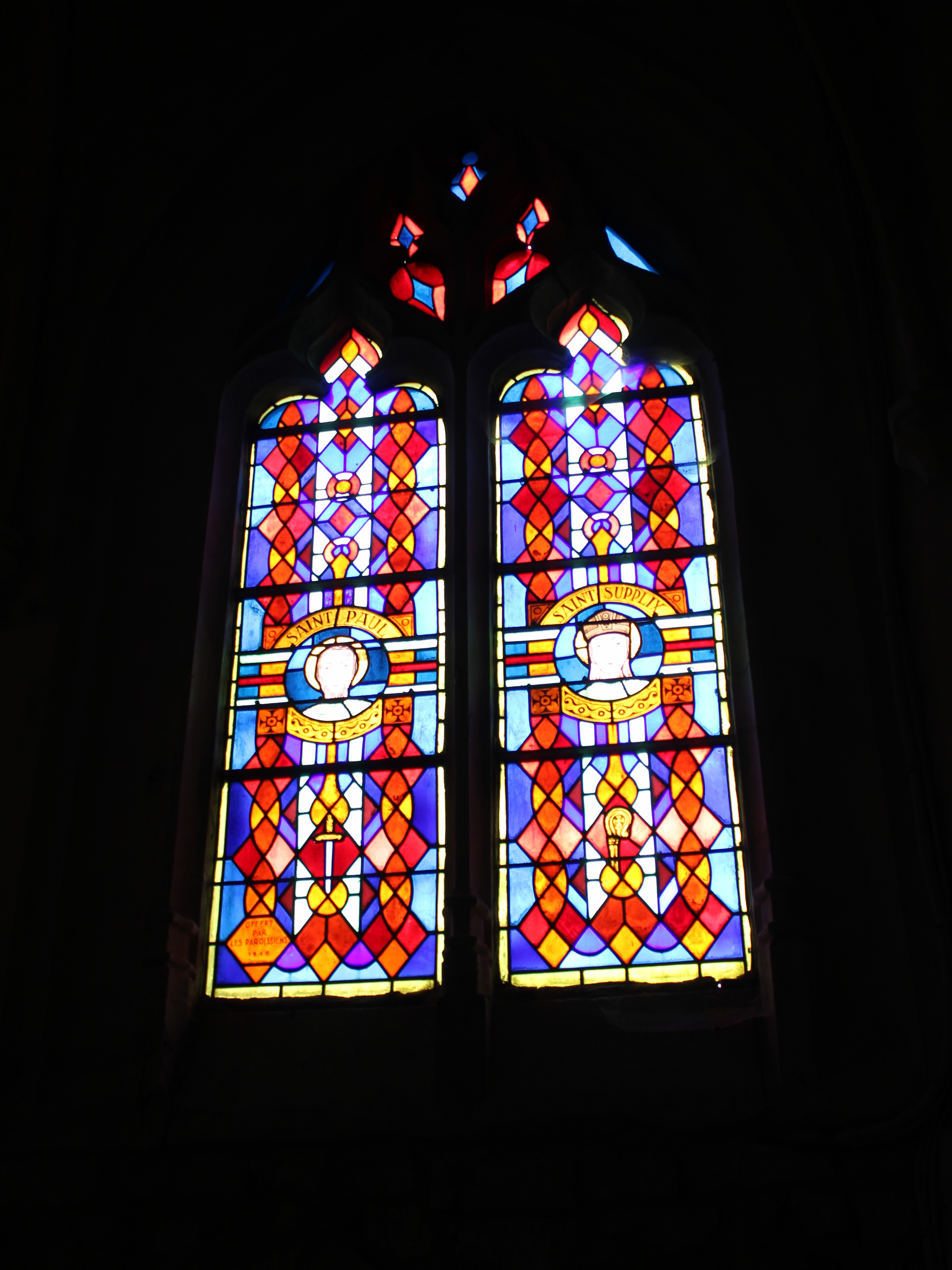
Vitrail.

- Chapelle Saint-Clair-de-Saint-Barthélémy[40]. Son retable[41], son tabernacle[42] et trois de ses statues[43],[44],[45] sont inscrits au titre des monuments historiques[40].
- Chapelle de Mérinville, attenante à la ferme de la Chapelle, au hameau de Saint-Barthélémy. Chapelle construite par Athanasie Joséphine Alexandrine de Fabry d’Autrey, en mémoire de son défunt époux François Augustin Marie des Monstiers, comte de Mérinville. Au-dessus de la porte de la chapelle est inscrit : « Cette chapelle dédiée à la Sainte Vierge, érigée en l’an 1806 »[46].
- Ferme aquacole (Aquacaux) au hameau de Saint-Andrieux dans les anciennes installations de l'OTAN.
- Terrain de golf au hameau de Saint-Supplix.
- La ferme aux Cailloux au Croquet.
- La ferme Hérault du XVIe siècle.
- Manoir de Saint-Supplix du début du XVIIe siècle probablement construit par Pierre Costé, seigneur de Saint-Supplix, bourgeois havrais anobli en 1593 par Henri IV[47].
- Monument aux morts, édifié en 1920 dans le cimetière et réalisé par le sculpteur havrais Robert Largesse[48].

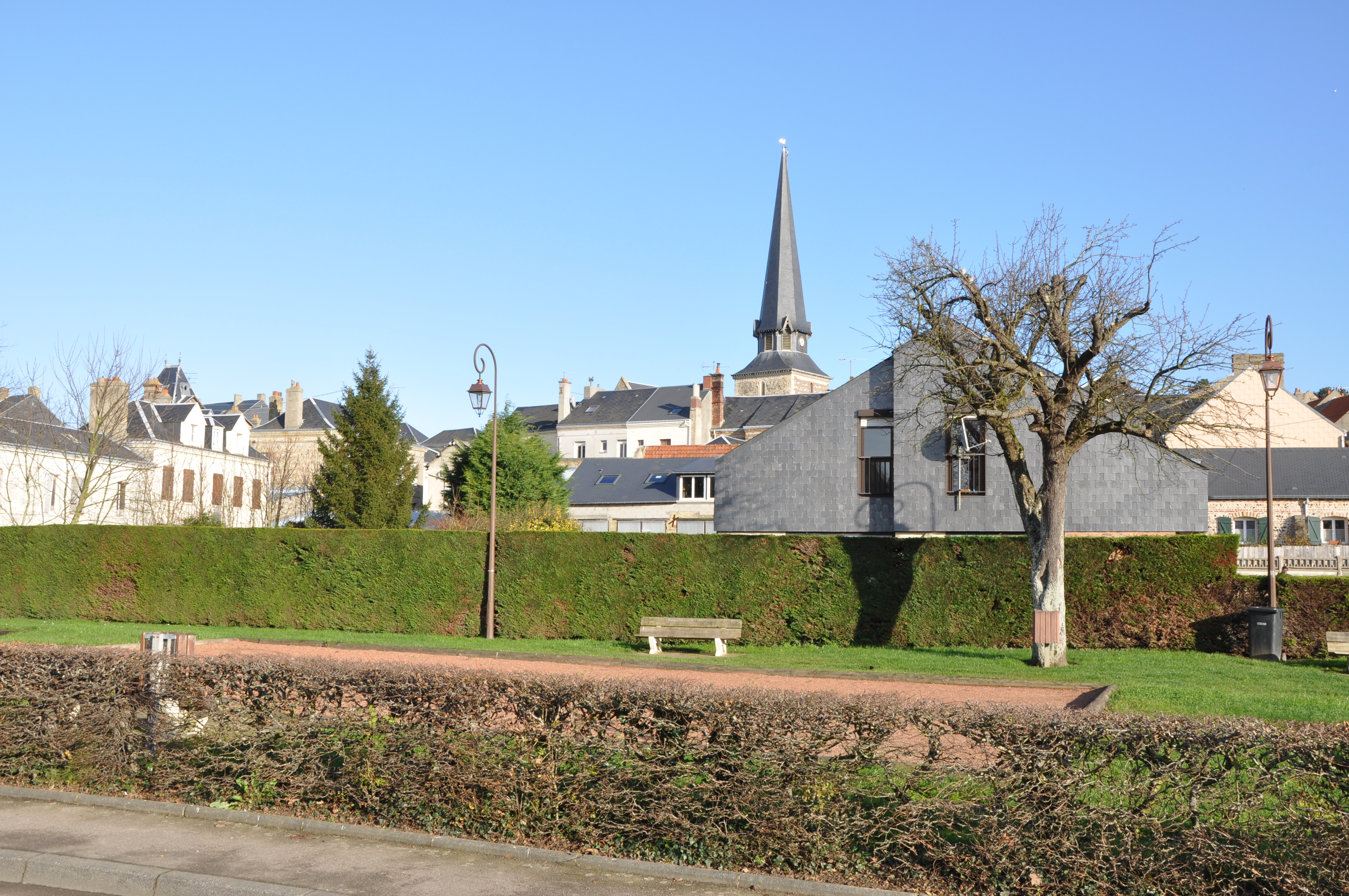
Le bourg et l'église.
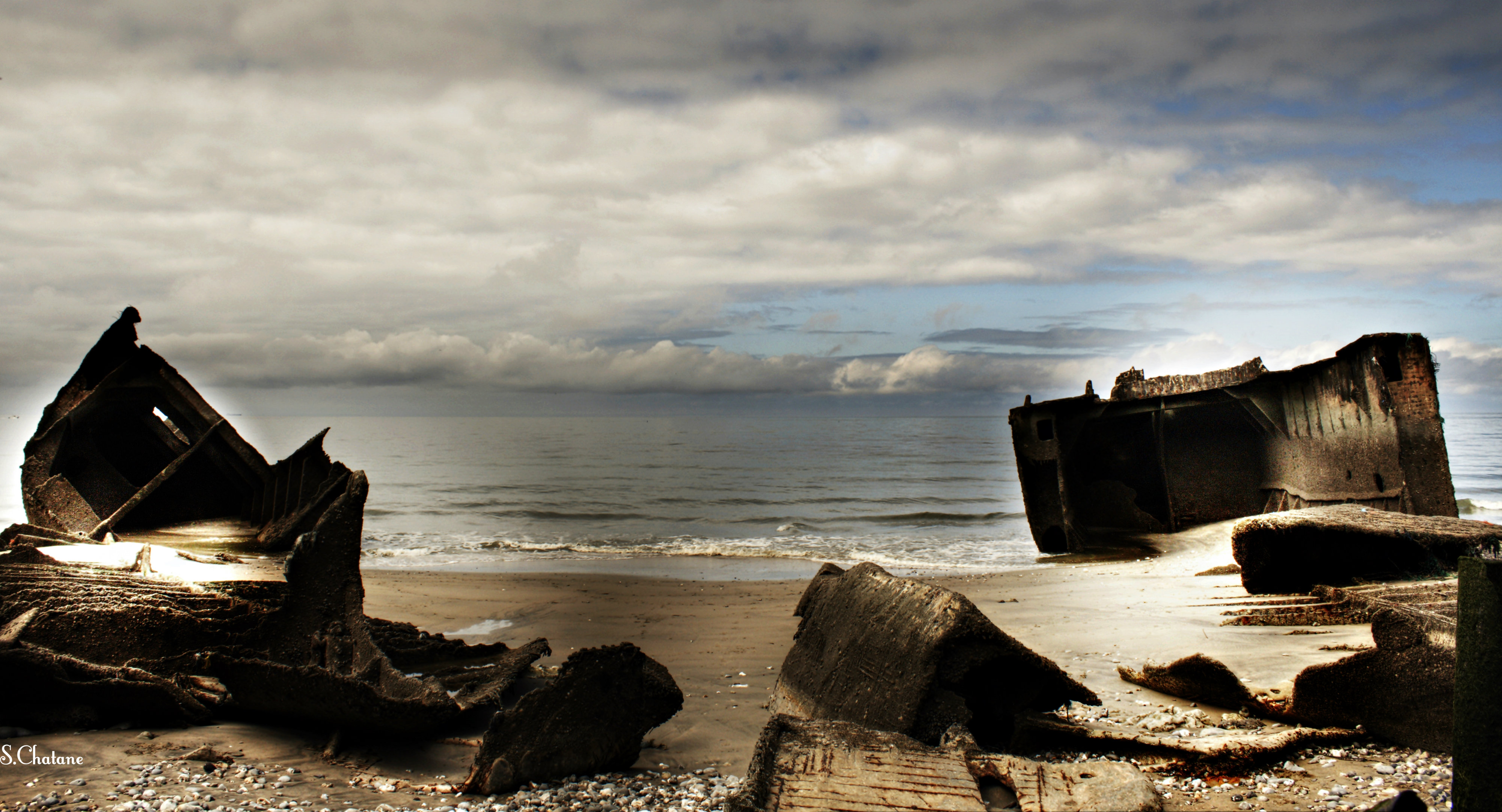
Trois barges de la Seconde Guerre mondiale coulées par les Allemands sur les plages du Havre pour faire des obstacles, puis renflouées et déplacées à Octeville.

### Octeville-sur-Mer dans les arts et la culture

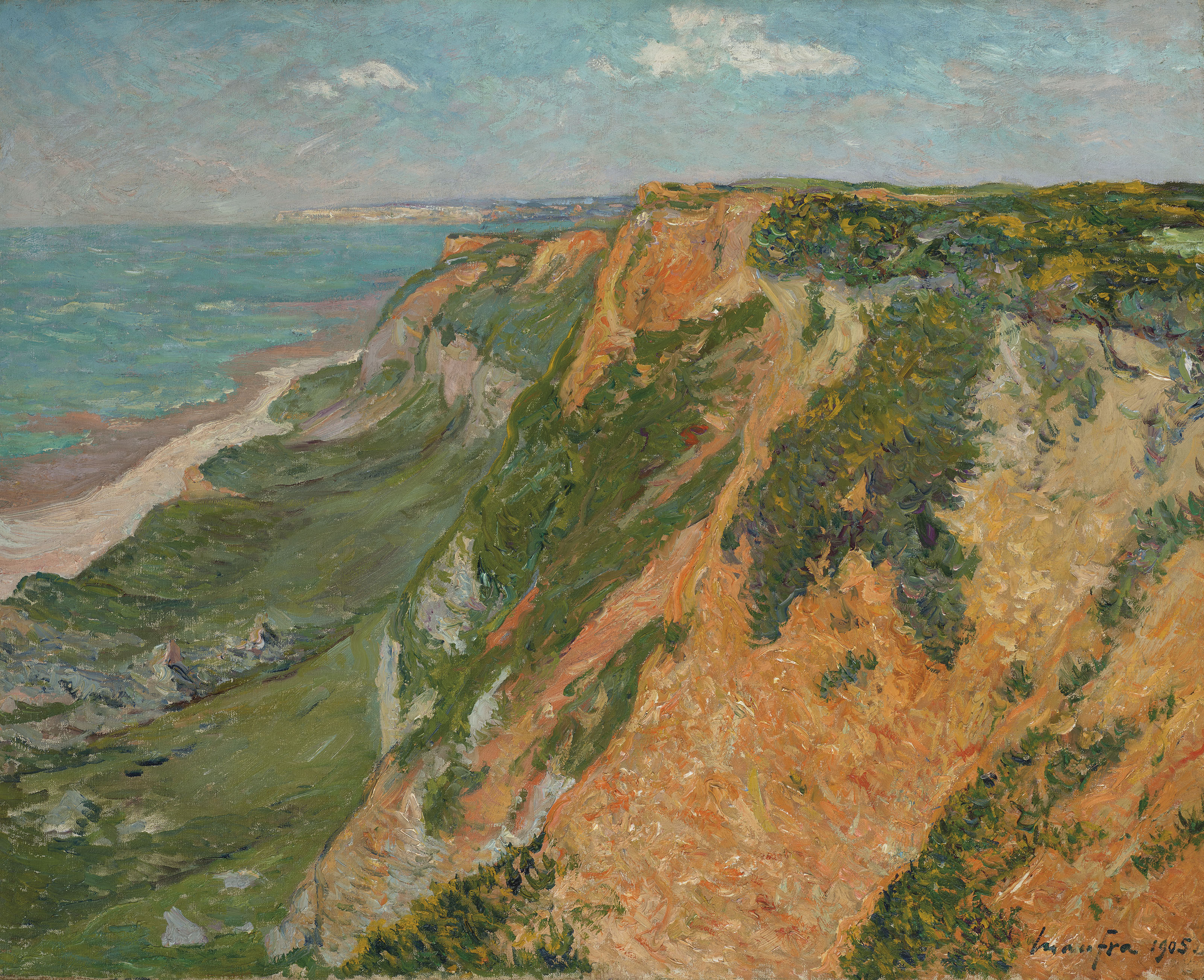
Maxime Maufra : Les Falaises rouges d’Octeville, Seine-Inférieure (1905, Collection privée, vente 2020)

Jean Gaumy a tourné à Octeville-sur-Mer en 1987 son film Jean-Jacques, chronique villageoise.

### Personnalités liées à la commune
- Christophe Revault (1972-2021), footballeur, a été domicilié dans la commune.
- Christophe Ono-dit-Biot (1975-), journaliste, écrivain français, lauréat du prix Interallié pour Birmane en 2007, a vécu toute son enfance à Octeville-sur-Mer.
- Frédéric Lecanu (1979-), ancien judoka français devenu speaker et consultant sportif, est originaire d'Octeville-sur-Mer.

### Héraldique
| Blason de Octeville-sur-Mer | Blason  | D’azur au chevron brisé d’argent, accompagné de trois coquilles d’or. |
| Blason de Octeville-sur-Mer | Détails | Le statut officiel du blason reste à déterminer.                      |

## Pour approfondir